# Ustilago nuda
Espèce
Ustilago nuda est une espèce de champignons basidiomycètes de la famille des Ustilaginaceae à répartition cosmopolite.
C'est un champignon phytopathogène responsable de la maladie du charbon nu de l'orge. Ustilago tritici a une biologie similaire sur blé.